# Thế vận hội Mùa hè 1996
Thế vận hội Mùa hè 1996 (tên chính thức là Thế vận hội Mùa hè lần thứ XXVI, còn được gọi là Atlanta 1996 và thường được biết đến với tên gọi Thế vận hội Kỷ niệm 100 năm) là một sự kiện thể thao đa môn quốc tế được tổ chức từ ngày 19 tháng 7 đến ngày 4 tháng 8 năm 1996 tại Atlanta, bang Georgia, Hoa Kỳ. Đây là kỳ Thế vận hội Mùa hè thứ tư được tổ chức tại Hoa Kỳ, khiến nước này trở thành quốc gia đầu tiên có ba thành phố khác nhau đăng cai Thế vận hội Mùa hè. Thế vận hội 1996 cũng đánh dấu kỷ niệm 100 năm kỳ Thế vận hội hiện đại đầu tiên tổ chức tại Athens năm 1896. Đây còn là kỳ Thế vận hội Mùa hè đầu tiên được tổ chức vào một năm khác với Thế vận hội Mùa đông kể từ khi cả hai được tổ chức cùng năm vào năm 1924, sau khi Ủy ban Olympic Quốc tế (IOC) quyết định từ năm 1994 sẽ tổ chức hai kỳ Olympic vào các năm chẵn xen kẽ nhau. Thế vận hội 1996 là kỳ đầu tiên trong hai kỳ Olympic liên tiếp được tổ chức tại quốc gia nói tiếng Anh, trước Thế vận hội Mùa hè 2000 ở Sydney, Úc. Đây cũng là kỳ Thế vận hội Mùa hè cuối cùng tổ chức tại Bắc Mỹ cho đến năm 2028, khi Los Angeles sẽ tổ chức lần thứ ba – và cũng sẽ là lần thứ hai Hoa Kỳ tổ chức Olympic trước Úc, do Brisbane 2032 sẽ diễn ra sau Los Angeles 2028.
Có tổng cộng 10.318 vận động viên đến từ 197 Ủy ban Olympic quốc gia tham gia tranh tài ở 26 môn thể thao. Kỳ Olympic này chứng kiến lần đầu góp mặt của các môn bóng chuyền bãi biển, xe đạp địa hình và bóng mềm, cùng với các nội dung mới như chèo thuyền hạng nhẹ, tiếp sức 4x200m tự do nữ, đấu kiếm nữ, thể dục nhịp điệu đồng đội và bóng đá nữ. Có 24 quốc gia tham gia Thế vận hội Mùa hè lần đầu tiên tại Atlanta, bao gồm 11 quốc gia thuộc Liên Xô cũ tranh tài lần đầu dưới tư cách quốc gia độc lập.
Hoa Kỳ dẫn đầu bảng tổng sắp huy chương với 101 huy chương các loại, gồm 44 HCV và 32 HCB – là lần đầu tiên kể từ năm 1984 (và kể từ năm 1968 nếu không tính các kỳ Olympic bị tẩy chay) mà nước chủ nhà đứng đầu bảng tổng sắp huy chương tại Thế vận hội Mùa hè. Những màn trình diễn nổi bật tại kỳ Thế vận hội này bao gồm Andre Agassi, người sau đó trở thành tay vợt nam đầu tiên giành trọn bộ "Golden Slam" (4 Grand Slam và HCV Olympic); Donovan Bailey với kỷ lục thế giới mới 9,84 giây ở nội dung 100m nam; Lilia Podkopayeva, người trở thành nữ VĐV thể dục dụng cụ thứ hai giành HCV cá nhân sau khi đoạt ngôi vô địch toàn năng; và đặc biệt là "Magnificent Seven", đội tuyển thể dục nghệ thuật nữ Hoa Kỳ giành HCV đồng đội đầu tiên trong lịch sử.

## Giành quyền đăng cai
Atlanta đã giành quyền đăng cai Thế vận hội Mùa hè 1996 vào ngày 18 tháng 9 năm 1990 tại Tokyo, Nhật Bản, vượt qua các đối thủ nặng ký gồm Athens, Beograd, Manchester, Melbourne và Toronto. Thành phố bắt đầu chiến dịch ứng cử từ năm 1987, chỉ 12 năm sau khi Los Angeles – cũng của Hoa Kỳ – tổ chức thành công  Thế vận hội Mùa hè 1984. Trong cuộc đua giành quyền đăng cai, Atlanta phải đối mặt với nhiều đối thủ tiềm năng. Toronto khởi động chiến dịch từ năm 1986 và được đánh giá cao nhờ kinh nghiệm tổ chức Thế vận hội Mùa đông 1988 tại Calgary. Melbourne, nơi từng tổ chức Thế vận hội Mùa hè 1956, cũng là một ứng viên mạnh với hy vọng đưa Thế vận hội trở lại nước Úc. Đặc biệt, Athens nhận được nhiều sự ủng hộ vì năm 1996 đánh dấu cột mốc 100 năm kể từ kỳ Thế vận hội hiện đại đầu tiên được tổ chức tại chính thành phố này vào năm 1896.
| Kết quả bầu chọn chủ nhà Thế vận hội Mùa hè 1996 | Kết quả bầu chọn chủ nhà Thế vận hội Mùa hè 1996 | Kết quả bầu chọn chủ nhà Thế vận hội Mùa hè 1996 | Kết quả bầu chọn chủ nhà Thế vận hội Mùa hè 1996 | Kết quả bầu chọn chủ nhà Thế vận hội Mùa hè 1996 | Kết quả bầu chọn chủ nhà Thế vận hội Mùa hè 1996 | Kết quả bầu chọn chủ nhà Thế vận hội Mùa hè 1996 |
| ------------------------------------------------ | ------------------------------------------------ | ------------------------------------------------ | ------------------------------------------------ | ------------------------------------------------ | ------------------------------------------------ | ------------------------------------------------ |
| Thành phố                                        | Quốc gia                                         | Vòng 1                                           | Vòng 2                                           | Vòng 3                                           | Vòng 4                                           | Vòng 5                                           |
| Atlanta                                          | Hoa Kỳ                                           | 19                                               | 20                                               | 26                                               | 34                                               | 51                                               |
| Athens                                           | Hy Lạp                                           | 23                                               | 23                                               | 26                                               | 30                                               | 35                                               |
| Toronto                                          | Canada                                           | 14                                               | 17                                               | 18                                               | 22                                               | -                                                |
| Melbourne                                        | Úc                                               | 12                                               | 21                                               | 16                                               | -                                                | -                                                |
| Manchester                                       | Anh Quốc                                         | 11                                               | 5                                                | -                                                | -                                                | -                                                |
| Belgrade                                         | Serbia và Montenegro                             | 7                                                | -                                                | -                                                | -                                                | -                                                |

## Môn thể thao

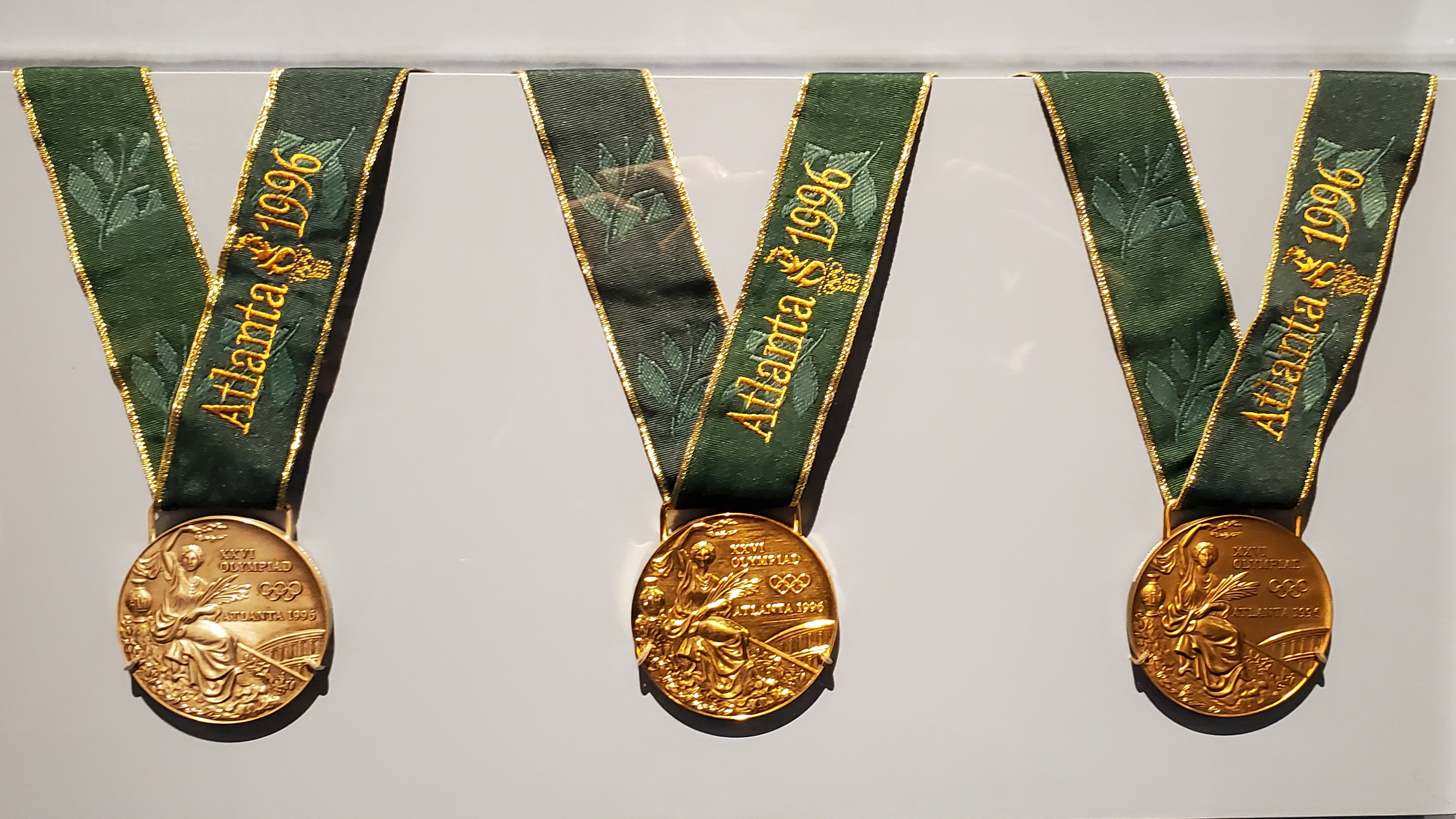
Các mẫu thiết kết huy chương của Thế vận hội Mùa hè 1996

Chương trình Thế vận hội Mùa hè 1996 bao gồm 271 nội dung thi đấu thuộc 26 môn thể thao. Các môn xuất hiện lần đầu tiên trong chương trình Olympic gồm có bóng mềm (softball), bóng chuyền bãi biển và đua xe đạp leo núi. Bên cạnh đó, một số nội dung mới dành cho nữ cũng được bổ sung như bóng đá nữ, chèo thuyền hạng nhẹ, bơi lội nữ, đấu kiếm nữ và nội dung đồng đội trong thể dục nhịp điệu.
| \| - Thể thao dưới nước - Nhảy cầu (4) - - Bơi lội (32) - - Bơi nghệ thuật đồng đội (1) - - Bóng nước (1) - Bắn cung (4) - Điền kinh (44) - Cầu lông (5) - Bóng chày (1) - Bóng rổ (2) - Quyền Anh (12) \| - Đua thuyền - - Tốc độ (12) - Vượt chướng ngại vật (4) - Xe đạp - - Đường trường (4) - Lòng chảo (8) - Địa hình (2) - Đua ngựa - - Cưỡi ngựa nghệ thuật (2) - Ba môn phối hợp (2) - Nhảy ngựa (2) \| - Đấu kiếm (10) - Khúc côn cầu (2) - Bóng đá (2) - Thể dục dụng cụ - - Thể dục nghệ thuật (14) - Thể dục nhịp điệu (2) - Bóng ném (2) - Judo (14) - Năm môn phối hợp hiện đại (1) - Chèo thuyền (14) - Thuyền buồm (10) \| - Bắn súng (15) - Bóng mềm (1) - Bóng bàn (4) - Quần vợt (4) - Bóng chuyền - - Bóng chuyền trong nhà (2) - Bóng chuyền bãi biển (2) - Cử tạ (10) - Vật - - Tự do (10) - Greco-Roman (10) \| | | | |
| - Thể thao dưới nước - Nhảy cầu (4) - - Bơi lội (32) - - Bơi nghệ thuật đồng đội (1) - - Bóng nước (1) - Bắn cung (4) - Điền kinh (44) - Cầu lông (5) - Bóng chày (1) - Bóng rổ (2) - Quyền Anh (12) | - Đua thuyền - - Tốc độ (12) - Vượt chướng ngại vật (4) - Xe đạp - - Đường trường (4) - Lòng chảo (8) - Địa hình (2) - Đua ngựa - - Cưỡi ngựa nghệ thuật (2) - Ba môn phối hợp (2) - Nhảy ngựa (2) | - Đấu kiếm (10) - Khúc côn cầu (2) - Bóng đá (2) - Thể dục dụng cụ - - Thể dục nghệ thuật (14) - Thể dục nhịp điệu (2) - Bóng ném (2) - Judo (14) - Năm môn phối hợp hiện đại (1) - Chèo thuyền (14) - Thuyền buồm (10) | - Bắn súng (15) - Bóng mềm (1) - Bóng bàn (4) - Quần vợt (4) - Bóng chuyền - - Bóng chuyền trong nhà (2) - Bóng chuyền bãi biển (2) - Cử tạ (10) - Vật - - Tự do (10) - Greco-Roman (10) |

## Các quốc gia tham dự
Tổng cộng có 197 quốc gia và vùng lãnh thổ – tức toàn bộ các Ủy ban Olympic Quốc gia tồn tại và được công nhận vào thời điểm đó – đã tham gia Thế vận hội Mùa hè 1996, với tổng số vận động viên vào khoảng 10.318 người. Có 24 quốc gia lần đầu góp mặt tại Olympic trong năm nay, bao gồm 11 quốc gia thuộc Liên Xô cũ từng thi đấu dưới danh nghĩa Đội Thống Nhất năm 1992. Nga lần đầu tiên tham gia Thế vận hội Mùa hè với tư cách một quốc gia riêng biệt kể từ năm 1912 (khi còn là Đế quốc Nga). Trước đó, Nga từng là một phần của Đội Thống Nhất tại Olympic 1992 cùng với 11 quốc gia hậu Xô Viết khác. Cộng hòa Liên bang Nam Tư tham dự với tên gọi Nam Tư. Sau khi vắng mặt tại Thế vận hội 1992, Afghanistan và Campuchia đã quay trở lại và cử đoàn đến Atlanta.
The 14 countries making their Olympic debut were: Azerbaijan, Burundi, Cape Verde, Comoros, Dominica, Guinea-Bissau, Macedonia, Nauru, Palestinian Authority, Saint Kitts and Nevis, Saint Lucia, São Tomé and Príncipe, Tajikistan and Turkmenistan. The ten countries making their Summer Olympic debut (after competing at the 1994 Winter Olympics in Lillehammer) were: Armenia, Belarus, Czech Republic, Georgia, Kazakhstan, Kyrgyzstan, Moldova, Slovakia, Ukraine and Uzbekistan. The Czech Republic and Slovakia attended the games as independent nations for the first time since the breakup of Czechoslovakia, while the rest of the nations that made their Summer Olympic debut were formerly part of the Soviet Union.[citation needed]

14 quốc gia lần đầu tham dự Olympic bao gồm: Azerbaijan, Burundi, Cape Verde, Comoros, Dominica, Guinea-Bissau, Macedonia, Nauru, Chính quyền Palestine, Saint Kitts và Nevis, Saint Lucia, São Tomé và Príncipe, Tajikistan và Turkmenistan. Mười quốc gia lần đầu tham dự Thế vận hội Mùa hè (sau khi đã góp mặt ở Thế vận hội Mùa đông 1994 tại Lillehammer) gồm: Armenia, Belarus, Cộng hòa Séc, Gruzia, Kazakhstan, Kyrgyzstan, Moldova, Slovakia, Ukraina và Uzbekistan. Cộng hòa Séc và Slovakia tham dự với tư cách là các quốc gia độc lập lần đầu tiên kể từ sau sự tan rã của Tiệp Khắc, trong khi các quốc gia còn lại từng là một phần của Liên Xô trước đây.
| Các đoàn tham dự |
| ---------------- |

| - Afghanistan (1) - Albania (7) - Algérie (45) - Samoa thuộc Mỹ (7) - Andorra (8) - Angola (28) - Antigua và Barbuda (13) - Argentina (178) - Armenia (32) - Aruba (3) - Úc (424) - Áo (72) - Azerbaijan (23) - Bahamas (26) - Bahrain (5) - Bangladesh (4) - Barbados (13) - Belarus (157) - Bỉ (61) - Belize (5) - Bénin (5) - Bermuda (9) - Bhutan (2) - Bolivia (8) - Bosna và Hercegovina (9) - Botswana (7) - Brasil (225) - Quần đảo Virgin thuộc Anh (7) - Brunei (1) - Bulgaria (110) - Burkina Faso (5) - Burundi (7) - Campuchia (5) - Cameroon (15) - Canada (303) - Cabo Verde (4) - Quần đảo Cayman (9) - Trung Phi (5) - Tchad (4) - Chile (21) - Trung Quốc (294) - Colombia (48) - Comoros (4) - Cộng hòa Congo (5) - Quần đảo Cook (3) - Costa Rica (49) - Croatia (84) - Cuba (164) - Síp (17) | - Cộng hòa Séc (115) - Đan Mạch (119) - Djibouti (5) - Dominica (6) - Cộng hòa Dominica (16) - Ecuador (19) - Ai Cập (29) - El Salvador (7) - Guinea Xích Đạo (5) - Estonia (43) - Ethiopia (18) - Fiji (17) - Phần Lan (76) - Pháp (299) - Gabon (7) - Gambia (9) - Gruzia (34) - Đức (465) - Ghana (35) - Anh Quốc (300) - Hy Lạp (121) - Grenada (5) - Guam (8) - Guatemala (26) - Guinée (5) - Guiné-Bissau (3) - Guyana (7) - Haiti (7) - Honduras (7) - Hồng Kông (23) - Hungary (214) - Iceland (9) - Ấn Độ (49) - Indonesia (40) - Iran (18) - Iraq (3) - Ireland (78) - Israel (25) - Ý (346) - Bờ Biển Ngà (11) - Jamaica (45) - Nhật Bản (306) - Jordan (5) - Kazakhstan (96) - Kenya (52) - CHDCND Triều Tiên (24) - Hàn Quốc (300) - Kuwait (25) - Kyrgyzstan (33) - Lào (5) | - Latvia (48) - Liban (1) - Lesotho (9) - Liberia (5) - Libya (5) - Liechtenstein (2) - Litva (61) - Luxembourg (6) - Macedonia (11) - Madagascar (11) - Malawi (2) - Malaysia (35) - Maldives (6) - Mali (3) - Malta (7) - Mauritanie (4) - Mauritius (26) - México (97) - Moldova (40) - Monaco (3) - Mông Cổ (16) - Maroc (34) - Mozambique (3) - Myanmar (3) - Namibia (8) - Nauru (3) - Nepal (6) - Hà Lan (235) - Antille thuộc Hà Lan (6) - New Zealand (97) - Nicaragua (26) - Niger (3) - Nigeria (65) - Na Uy (98) - Oman (4) - Pakistan (24) - Palestine (2) - Panama (7) - Papua New Guinea (11) - Paraguay (7) - Perú (29) - Philippines (12) - Ba Lan (165) - Bồ Đào Nha (106) - Puerto Rico (69) - Qatar (12) - România (165) - Nga (390) - Rwanda (4) | - Saint Kitts và Nevis (10) - Saint Lucia (6) - Saint Vincent và Grenadines (8) - Samoa (5) - San Marino (1) - São Tomé và Príncipe (2) - Ả Rập Xê Út (29) - Sénégal (11) - Seychelles (9) - Sierra Leone (14) - Singapore (14) - Slovakia (71) - Slovenia (37) - Quần đảo Solomon (1) - Somalia (4) - Nam Phi (84) - Tây Ban Nha (294) - Sri Lanka (9) - Sudan (4) - Suriname (7) - Eswatini (6) - Thụy Điển (177) - Thụy Sĩ (114) - Syria (7) - Đài Bắc Trung Hoa (74) - Tajikistan (8) - Tanzania (7) - Thái Lan (37) - Togo (5) - Tonga (5) - Trinidad và Tobago (12) - Tunisia (51) - Thổ Nhĩ Kỳ (53) - Turkmenistan (7) - Uganda (10) - Ukraina (231) - UAE (4) - Hoa Kỳ (646) (chủ nhà) - Uruguay (14) - Uzbekistan (71) - Vanuatu (4) - Venezuela (39) - Việt Nam (6) - Quần đảo Virgin thuộc Mỹ (12) - Yemen (4) - Cộng hòa Liên bang Nam Tư (68) - Zaire (14) - Zambia (8) - Zimbabwe (13) |

## Bảng tổng sắp huy chương
- Đây là danh sách 10 quốc gia có số huy chương nhiều nhất
- Đoàn chủ nhà ( Hoa Kỳ)| Hạng                | NOC                 | Vàng | Bạc | Đồng | Tổng số |
| ------------------- | ------------------- | ---- | --- | ---- | ------- |
| 1                   | Hoa Kỳ              | 44   | 32  | 25   | 101     |
| 2                   | Nga                 | 26   | 21  | 16   | 63      |
| 3                   | Đức                 | 20   | 18  | 27   | 65      |
| 4                   | Trung Quốc          | 16   | 22  | 12   | 50      |
| 5                   | Pháp                | 15   | 7   | 15   | 37      |
| 6                   | Ý                   | 13   | 10  | 12   | 35      |
| 7                   | Úc                  | 9    | 9   | 23   | 41      |
| 8                   | Cuba                | 9    | 8   | 8    | 25      |
| 9                   | Ukraina             | 9    | 2   | 12   | 23      |
| 10                  | Hàn Quốc            | 7    | 15  | 5    | 27      |
| Tổng số (10 đơn vị) | Tổng số (10 đơn vị) | 168  | 144 | 155  | 467     |